# Wilczak czechosłowacki

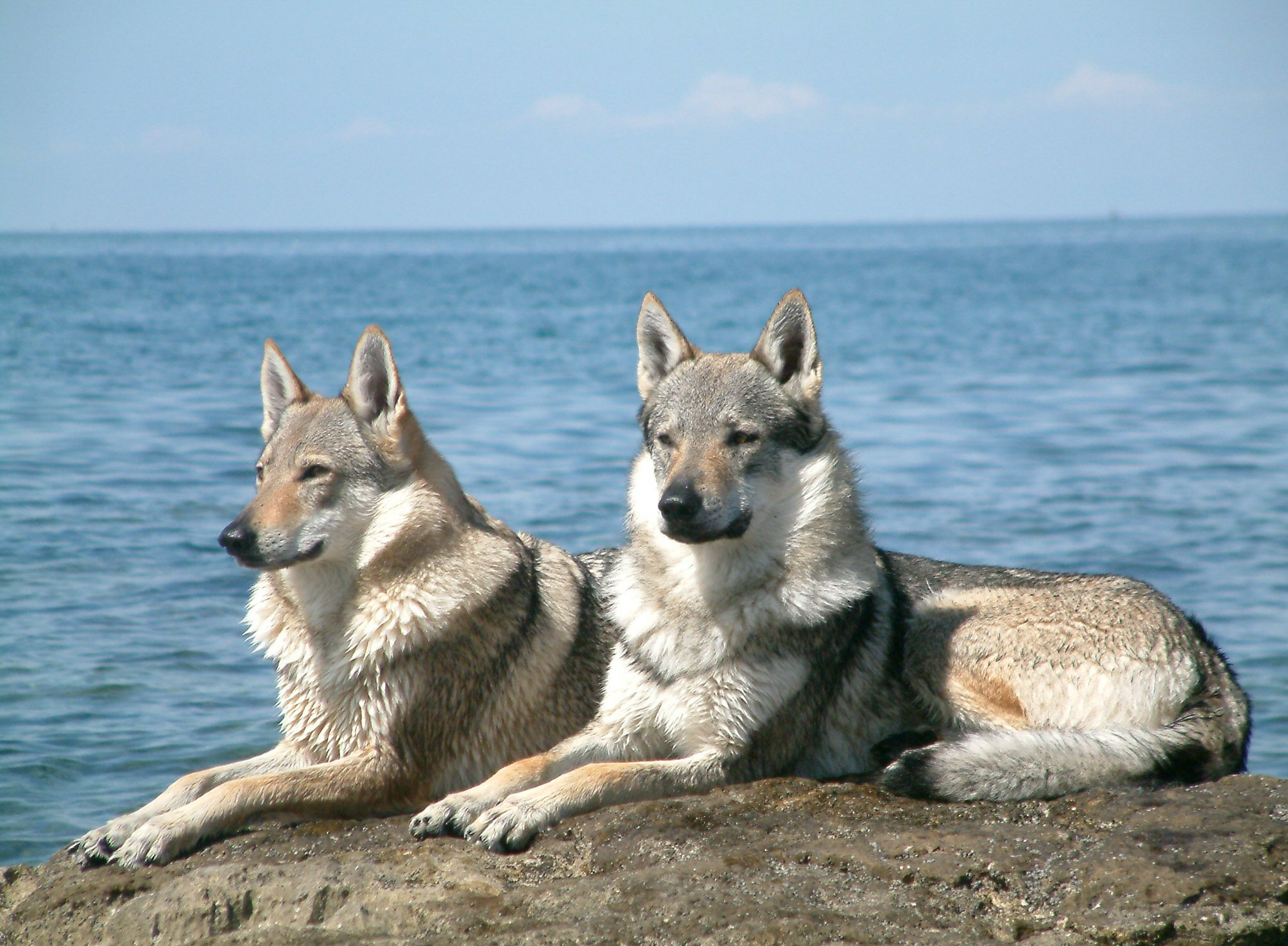
Para czechosłowackich wilczaków

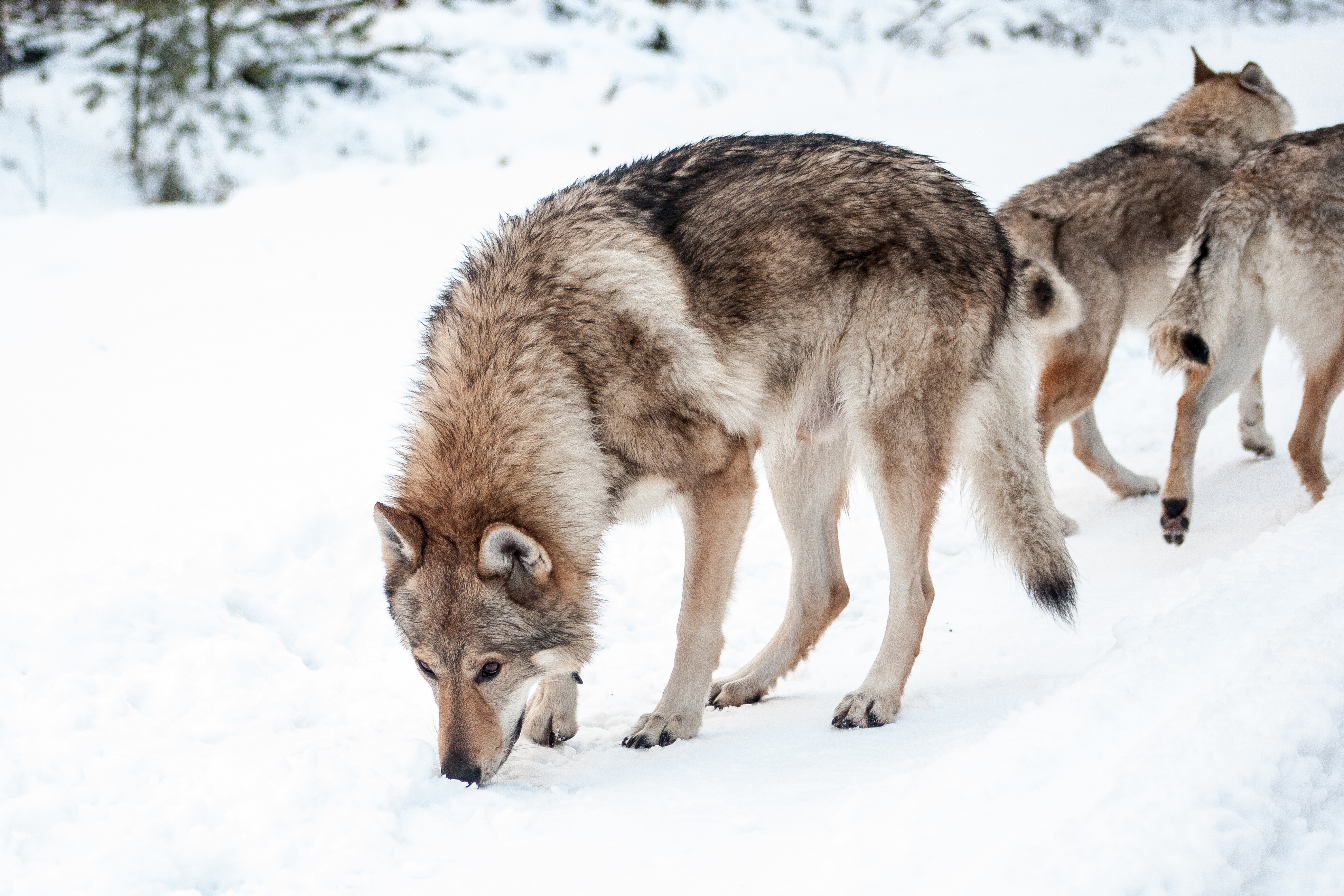
11 letni samiec wilczaka czechosłowackiego

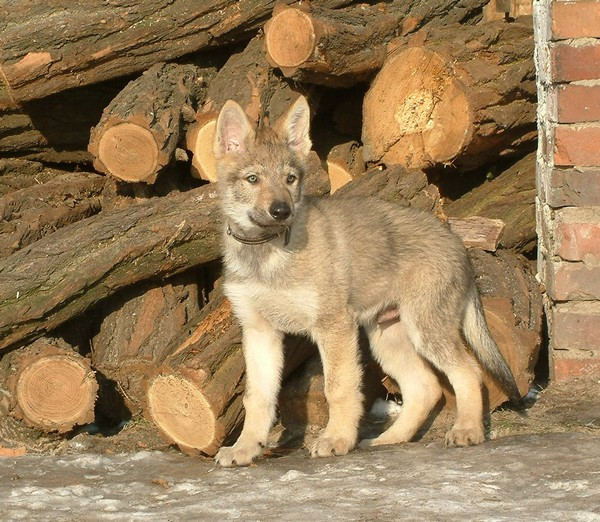
Młody wilczak czechosłowacki

Wilczak czechosłowacki – rasa psa należąca do I grupy (owczarki i inne psy pasterskie, z wyłączeniem szwajcarskich psów do bydła), zaklasyfikowana do sekcji 1 (owczarki). Podlega próbom pracy.

## Rys historyczny
Wilczak czechosłowacki jest jedną z dwóch ras (druga to Saarlooswolfhond) zarejestrowanych w FCI, a będących krzyżówkami psa i wilka. Pierwsze dokonane przez Czechów próby krzyżowania wilka eurazjatyckiego (pochodzącego z rejonu Karpat) z owczarkiem niemieckim miały miejsce w 1955 r. Celem było sprawdzenie, czy poprzez skrzyżowanie psa z wilkiem można poprawić stan zdrowia, odporność i wytrwałość psów, oraz możliwość ich wykorzystania w służbie w czechosłowackiej straży granicznej Pohraniční stráž. Pierwszy miot urodził się 26 kwietnia 1955 r. w stacji hodowlanej prowadzonej przez wojsko w Libějovicach. Było to możliwe dzięki współpracy wojskowych specjalistów i Czechosłowackiej Akademii Nauk. Pierwszy zapis wzorca został opracowany w 1966 r. przez inż. K. Hartla na podstawie wyhodowanych czterech finalnych pokoleń krzyżówek. Do powstania rasy wykorzystano 2 samce i 2 samice wilka.
W roku 1981 rasa została wpisana do księgi ras Czeskiego Związku Hodowców. W 1982 r. w Brnie powstał ogólnokrajowy "Klub hodowców rasy wilczak czechosłowacki" z siedzibą w Pradze. Klub ustalił nazwę rasy, długoterminową koncepcję i plan hodowli, oraz standardy oceny przydatności hodowlanej psów.
Wzorzec rasy został przyjęty przez Międzynarodową Federację Kynologiczną (FCI) 13 czerwca 1989 roku w Helsinkach. Wzorzec zapisano i opublikowano 28 kwietnia 1994 roku pod numerem 332. Za kraj pochodzenia uznano Czechosłowację, a rasa została w klasyfikacji FCI zaliczona do 1 grupy.
Po rozpadzie Czechosłowacji, Czesko-Morawska Unia Kynologiczna i Słowacka Wspólnota Kynologiczna zawarły umowę (4 lipca 1993 r.), w której ustaliły, że patronat nad rasą przyjmuje Republika Słowacka. Na konferencji w Meksyku w 1999 r. uznano, że rasa spełnia wszystkie kryteria niezbędne do ostatecznego jej uznania.

## Wygląd

### Budowa i ruch

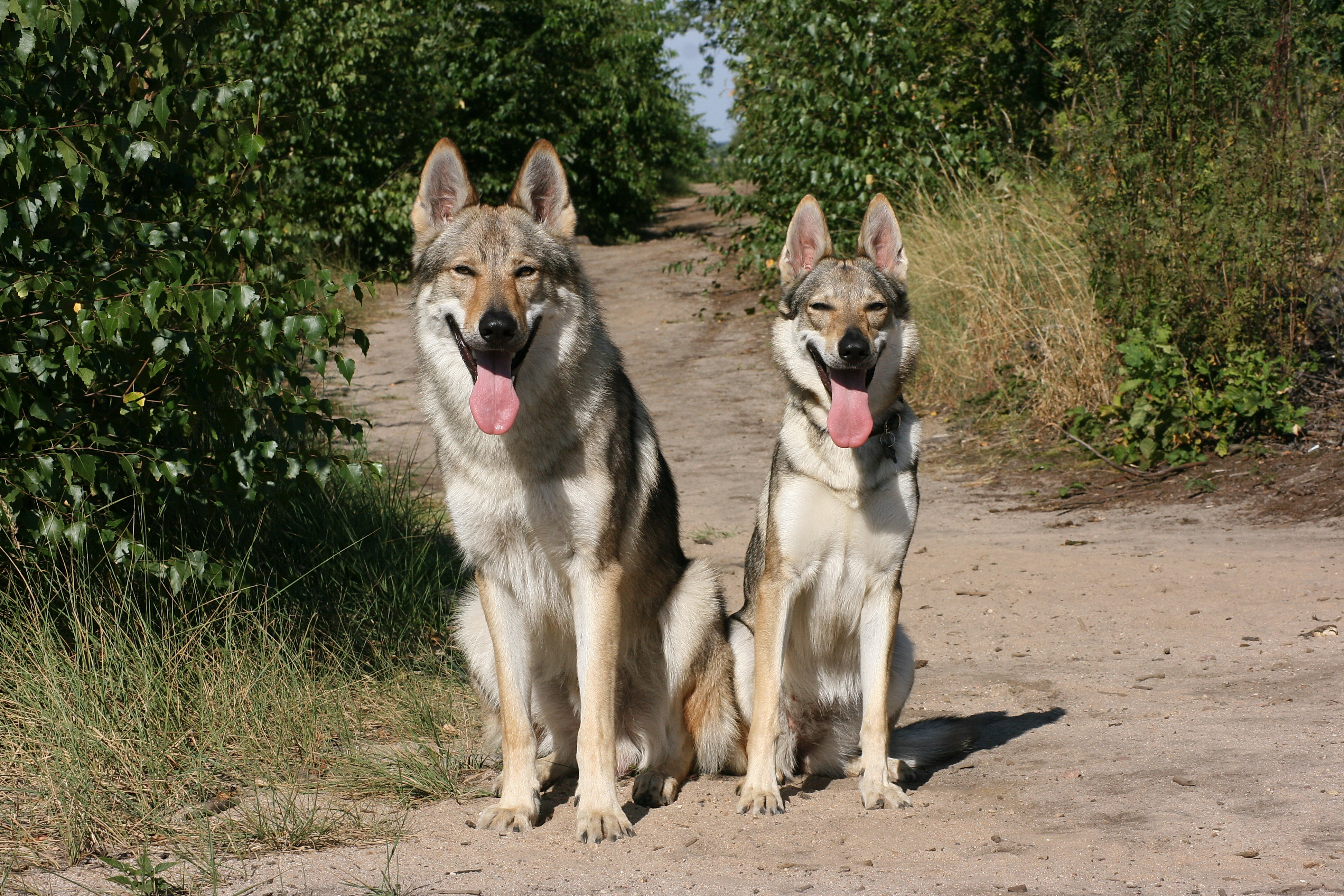
Dymorfizm płciowy

Wilczak czechosłowacki to pies o mocnej budowie i wielkości powyżej średniej o kształcie prostokątnym. Pod względem kształtu ciała, ruchu, struktury sierści oraz koloru sierści i maski jest podobny do wilka. Długość ciała powinna mieścić się w indeksie 111 (stosunek długości tułowia do wysokości w kłębie 10:9). Symetryczna i dobrze umięśniona głowa, przypomina kształtem klin. Proporcje kufy do długości czaszki powinny wynosić 1:1,5. Oczy ma bursztynowe, skośne. Wilczak ma uszy krótkie, trójkątne, stojące i cienkie (tzn. nie dłuższe jak 1/6 wysokości w kłębie). Uzębienie silne (duże zęby trzonowe, duże kły). Przednie kończyny są proste, suche i dłuższe (o długości równej 55% wysokości w kłębie). Przyjęty standard opisuje wyraźny dymorfizm płciowy – minimalna wysokość w kłębie dla samca to 65 cm, dla suki 60 cm, zaś waga dla samca minimum 26 kg, a dla suki minimum 20 kg. Wilczak w ruchu ma być lekki, harmonijny, jego kłus powinien być przestrzenny, a sam pies powinien jakby płynąć muskając delikatnie łapami ziemi. Rodzaje ruchu dzielimy, na stęp, amble, inochód, kłus, galop, cwał, gdzie w tempie dwutaktowego inochodu i kłusa występuje charakterystyczne sznurowanie.  

### Szata i umaszczenie
Wilczak czechosłowacki budową, wyglądem i umaszczeniem powinien przypominać wilka europejskiego. Wzorzec dopuszcza kolor żółtawoszary lub srebrzystoszary z charakterystycznym jasnym pyskiem (maską), jasną sierścią na dolnej części szyi i na przedniej części klatki piersiowej. Dopuszczalne jest również umaszczenie ciemnoszare z jasną maską. Włos powinien być prosty, dobrej jakości tzn. niełamliwy, odpowiedniej długości do danej części ciała, z naturalnym połyskiem. Wierzchnia część włosa powinna tworzyć płaszcz, który chroni zwierzę przed wychłodzeniem organizmu i stanowi ochronę podczas ataku. Sierść na pysku, głowie, uszach i łapach jest zdecydowanie krótsza i tworzy gładką i gęstą okrywę włosową. W tych miejscach podszerstek, który jest charakterystyczny dla pozostałej części ciała, prawie nie występuje. Latem zwierzęta mają zdecydowanie mniej podszerstka niż zimą. Włos okrywowy na pozostałej części ciała powinien być dłuższy i tworzyć wizualnie wrażenie jednolitej powierzchni. Najważniejsze u wilczaka czechosłowackiego tak jak u wilka, jest owłosienie szyi. Szyja winna być gęsto pokryta okrywą włosową, z bardzo gęstym podszerstkiem. Przeprowadzone badania wykazały bardzo dobrą izolacyjność sierści. W sierści wilczaka czechosłowackiego można znaleźć aż pięć różnych odmian włosa.

## Zachowanie, charakter i użytkowość
Wzorzec rasy podaje wiodące cechy pożądane u wilczaka czechosłowackiego. Zachowanie/temperament: żywotny, bardzo aktywny, wytrzymały, pojętny o szybkich reakcjach. Nieustraszony i odważny, podejrzliwy. Bezgranicznie oddany swojemu panu. Odporny na warunki zewnętrzne. Wszechstronnie użytkowy. Cechy niepożądane, określane jako wady, to: agresja lub nadmierna płochliwość. 
Wilczaki są wytrzymałe fizycznie, ale mało odporne na stres. Doskonale odczytują emocje człowieka. Pomimo ścisłego związku stadnego z właścicielem, zachowują indywidualność i nieprzewidywalność zachowań. Istotnym jest ustalenie hierarchii w ludzko-psim stadzie.
Od wilczaka jako psa użytkowego wymaga się sprawności i wytrzymałości. Bieg wytrzymałościowy na dystansie 40 km jest jednym z wymogów hodowlanych na Słowacji, a przez FCI uznawany jest jako próba pracy uprawniająca do otrzymania certyfikatu użytkowości i Międzynarodowego Championa Piękności C.I.B. Biegi na dystansie 70 i 100 km uprawniają do uzyskania tytułu Międzynarodowego Championa Pracy C.I.P. Psy tej rasy próbują swoich sił również w innych sportach takich jak posłuszeństwo, obrona, czy ratownictwo, ale zdaniem wielu osób odziedziczone po wilkach takie cechy jak czujność i podejrzliwość utrudniają im koncentrację, a co za tym idzie osiągnięcie doskonałych wyników sportowych.

## Zdrowie i pielęgnacja
Rasa psów nie jest kłopotliwa w utrzymaniu czystości. Sierść okrywowa posiada naturalną barierę ochronną, obiegowo nazywaną „samoczyszczącą”. Nie wymagają zabiegów pielęgnacyjnych. W okresie intensywnego linienia potrzebują wyczesywania obfitego podszerstka i włosa okrywowego (szczególnie osobniki żyjące w domu, mieszkaniu). Sporadyczne zabiegi pielęgnacyjne to: czyszczenie uszu, obcinanie pazurów (uzależnione od tego, po jakim podłożu pies się porusza). Rasa nie jest obciążona chorobami o podłożu genetycznym. Występują nosicielstwa w zakresie DM, DW, HD, ale według dostępnych statystyk zachorowalność wynosi poniżej 5%. Średni wiek życia to około 12 lat.